# جامع سيد الشهداء
جامع سيد الشهداء، يعتبر من المساجد المبنية في الوقت المعاصر (2017م) في المدينة المنورة، وهو ثاني أكبر المساجد فيها بعد المسجد النبوي. وقد جاء إنشاء الجامع ضمن مشروع (تطوير ساحة سيد الشهداء والمناطق المحيطة بها) 

## انظر ايضاً
- المدينة المنورة
- قائمة مساجد المدينة المنورة

## وصلات خارجية
- بالصور.. إقبال على مسجد سيد الشهداء بالمدينة المنورة